# 膀胱過動症
過動性膀胱（Overactive bladder，簡稱OAB），又稱為膀胱過動症（Overactive bladder syndrome），急迫性尿失禁；欲望性尿失禁（Urge incontinence），經常會有急切的想去排尿的症狀，且會對個人的生活品質造成負面影響。這種經常需要排尿的症狀可能發生在白天，造成頻尿症；若發生在夜晚，則造成夜尿症或日夜皆有想要排尿的症狀。如果有膀胱失禁的現象，則為尿失禁。有超過40%的膀胱過動症患者伴隨著失禁的現象。並有40%到70%的尿失禁的患者是因為膀胱過動所造成。此症狀並不威脅生命安全，大多數患者長年都受此困擾。
造成膀胱過動症的原因至今仍未明確。危險因子包含肥胖、咖啡因及便祕。未良好控制糖尿病的患者、行動不便者及慢性骨盆腔疼痛可能會使症狀加重。患者往往在有症狀一段時間後才尋求治療，而且常常是由照顧者發現此症狀。診斷一般是靠病人的症狀及體徵進行，而且要排除泌尿道感染及神經調控障礙等因素。每次排尿時的尿量相對不多，若排尿時疼痛，可能除了膀胱過動症外，還有其他相關的疾病。
通常膀胱過動症不一定需要特定的處置。但若是需要治療，初期治療建議進行凱格爾運動、膀胱訓練，以及其他行為治療。如體重超重的患者減重、減少咖啡因的攝取，和適量地飲用液體等，都可能對病情有所助益。只有在其他途徑都無效時，才會建議使用藥物（通常是抗膽鹼藥物）。不過用藥不一定比由行為改善的方式來得更加有效，甚至對老年人而言，用藥較容易造成副作用。另外也可以將肉毒桿菌毒素注射到膀胱壁；一般並不推薦放置導尿管或進行手術。最後，以日記的模式追蹤，將可以幫助判斷採取的治療對患者是否有效。
估計約有7-27%的男性與9-34%的女性患有膀胱過動症，而隨著年齡增長，罹患膀胱過動症的人數也逐漸增加。部分研究顯示膀胱過動症好發於女性，尤其是尿失禁的患者。在美國，2000年時花費在膀胱過動症的經濟成本估計約有126億美金及42億歐元。

## 外部連結
- Sacco E, Bientinesi R, Marangi F, D'Addessi A, Racioppi M, Gulino G, Pinto F, Totaro A, Bassi P. . Urologia. 2011, 78 (4): 241–56. PMID 22237808. doi:10.5301/RU.2011.8886 （意大利语）.
- The National Association For Continence
- Incontact.org
- The Continence Foundation
- Cystitis & Overactive Bladder Foundation - UK （页面存档备份，存于）
- Canada IC & OAB Resource Center （页面存档备份，存于）